# Dmitriy Ushakov
Pour l’article homonyme, voir Ouchakov.
Dmitriy Arkadievich Ushakov (russe : Дмитрий Аркадьевич Ушаков, né le 15 août 1988 à Ieïsk) est un gymnaste trampoliniste russe. 

## Palmarès et classements

### Jeux olympiques
- Pékin 2008
  - 6e en trampoline.

- Londres 2012
  -  Médaille d'argent en trampoline[1].

### Jeux mondiaux
- Jeux mondiaux 2013
  -  Médaille d'argent en trampoline synchronisé, avec Nikita Fedorenko.

### Championnats du monde
- Bakou 2021
  -  médaille de bronze par équipe.
- Tokyo 2019
  -  médaille d'or par équipe mixte.
  -  médaille de bronze par équipe.